# Антиох VII Сидет
Антиох VII Сидет, („от град Сиде“), наречен също Евергет, е владетел от династията на Селевкидите, син на Деметрий I Сотер и сестра му Лаодика V.
Управлява от 138 пр.н.е. до 129 пр.н.е., след като брат му Деметрий II Никатор е пленен от партите. Жени се за съпругата на брат си Клеопатра Теа и има син Антиох IX Кизикен и още 4 деца, между тях Антиох, Селевк и една или две дъщери с името Лаодика.
През 138 пр.н.е. Антиох VII побеждава узурпатора Диодот Трифон в Сирия. През 134 пр.н.е. той обсажда Йерусалим и се оттегля, след като получава паричен откуп и военна помощ от юдеите във връзка с планирания поход срещу Партия.
През 130 пр.н.е. Антиох VII Сидет предприема поход на изток и атакува Партското царство с амбицията да възвърне изгубените провинции. Неговата 80-хилядна армия е съпровождана от ок. 300 хиляди колонисти. След като първоначално успешно нахлува в Месопотамия, Вавилония и Медия, там започват бунтове сред местното население. Войската на Антиох VII е обкръжена в засада от партите, а самият той загива (зимата на 129 пр.н.е.). За да избегне плен, Антиох Сидет извършва самоубийство като се хвърля с коня си в пропаст. С неговото поражение и смърт завършва последният значителен опит за възстановяване на предишната селевкидска мощ.
В Сирия отново се възцарява избягалият от партски плен брат на Антиох VII – Деметрий II. Властта на следващите селевкидски владетели е ограничена само в Сирия, а между наследниците на Антиох VII и Деметрий II започва серия от династически конфликти.